# ألكانتي
ديدييه سويسن ، المعروف باسم ألكانتي (21 نوفمبر 1970 في أوكلي ( منطقة العاصمة بروكسل ) ببلجيكا.) هو كاتب سيناريو قصص مصورة بلجيكي.